# Studijský klášter

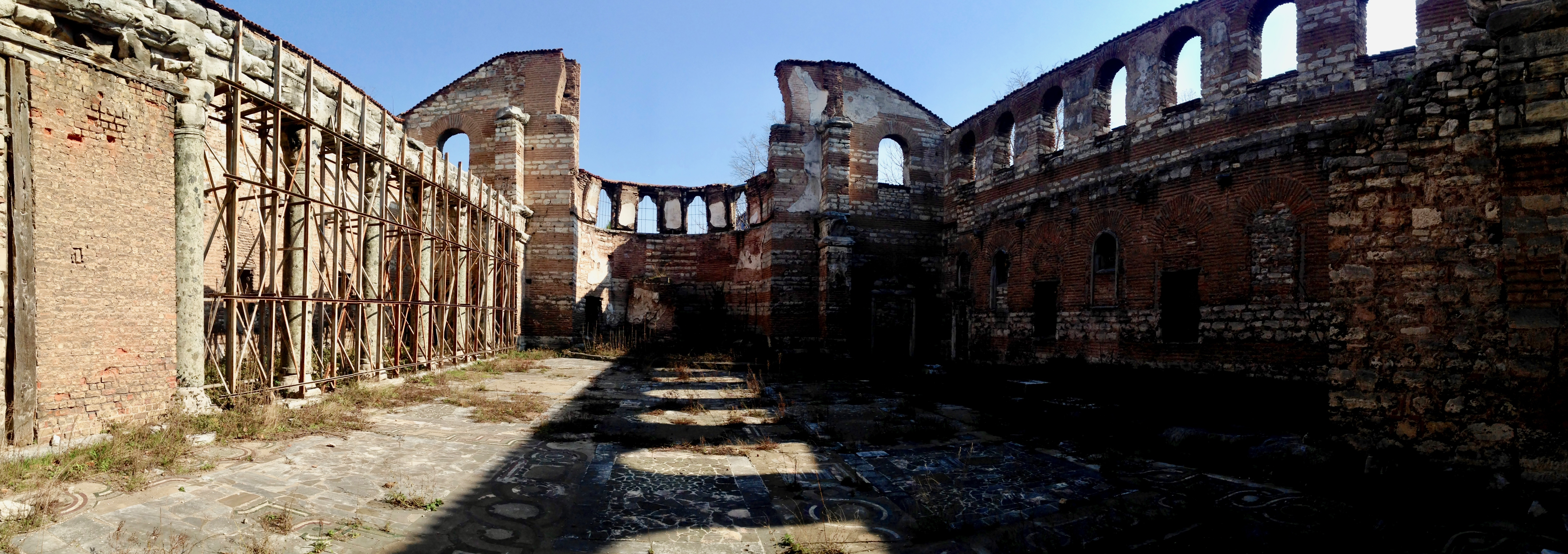
Interiér bývalého kláštera Svatého Jana Křtitele ve Studiu v Istanbulu v roce 2017

Hagios Ioannes Prodromos en tois Studiou (Svatý Jan Křtitel ve Studiu), často zkracováno na Studijský klášter či Studion byl jedním z nejvýznamnějších klášterů Konstantinopole, hlavního města byzantské říše, pocházející z 5. století.

## Historie
Počátky jeho existence spadají do poloviny 5. století, kdy ho založil konzul Studios. Jejich zásady a způsoby se staly vzorem následovaným mnichy mnoha byzantských klášterů, včetně těch na hoře Athos. V mnohém ohledu se ale od převážné části byzantských klášterů lišil, zejména zde existovala rozsáhlá knihovna a dílna na opisování rukopisů, což v běžných byzantských klášterech obvyklé nebylo. tato dílna v pozdějších letech dosáhla velkého věhlasu. Zdejší mniši opakovaně osvědčili svoji oddanost ortodoxii a to zvláště během ikonoklasmu, kdy v čele se svým tehdejším opatem Theodorem Studijským vystupovali jako rozhodní zastánci uctívání ikon. Ke konci existence byzantské říše, v 15. století, byl klášter jedním z posledních center byzantské vzdělanosti. Působili zde například Josef Bryennios a bratři Jan a Marek Eugenikové. Dochované zbytky kláštera se nacházejí nedaleko Marmarského moře v jedné z městských částí dnešního Istanbulu zvané Samatya.